# Warley Town
Pour les articles homonymes, voir Warley.
Warley Town est une ville du district métropolitain de Calderdale, dans le Yorkshire de l'Ouest, en Angleterre.